# ژان-روژه میلو
ژان-روژه میلو (فرانسوی: Jean-Roger Milo‎؛ زادهٔ ۵ ژوئن ۱۹۵۷) بازیگر اهل فرانسه است.
از فیلم‌ها یا برنامه‌های تلویزیونی که وی در آن نقش داشته‌است، می‌توان به استریکس و اوبلیکس علیه سزار، سوپر آس، سارائونیا، تک‌تاز و ژرمینال اشاره کرد.